# 厄尔河畔诺让
厄尔河畔诺让（法語：Nogent-sur-Eure，法語發音：[nɔʒɑ̃ syʁ œʁ]）是法国厄尔-卢瓦省的一个市镇，属于沙特尔区。

## 地理
厄尔河畔诺让（48°23'22"N, 1°21'45"E）面积9.22 平方千米，位于法国中央-卢瓦尔河谷大区厄尔-卢瓦省，该省份为法国北部内陆省份，北起顺时针与厄尔省、伊夫林省、埃松省、卢瓦雷省、卢瓦-谢尔省、萨尔特省和奧恩省接壤。
与厄尔河畔诺让接壤的市镇（或旧市镇、城区）包括：绍富尔、巴约勒潘、梅莱勒格勒内、厄尔河畔圣乔治。

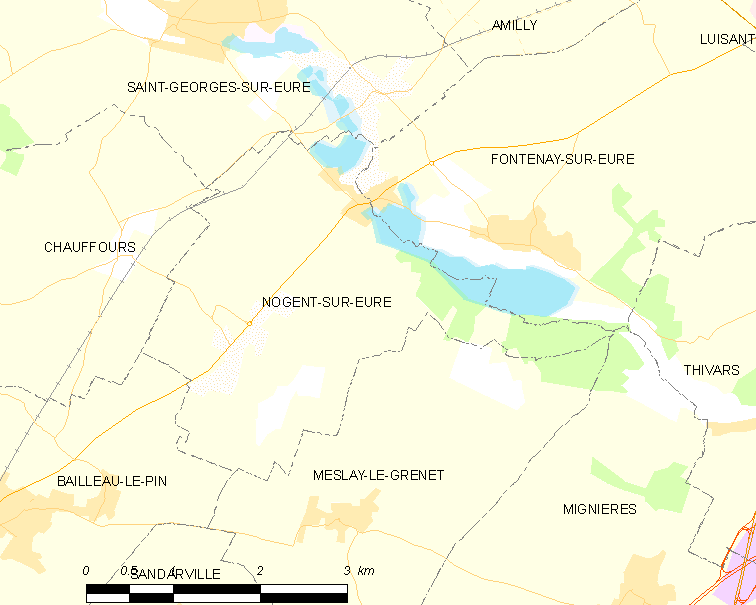
厄尔河畔诺让的OSM定位图

厄尔河畔诺让的时区为UTC+01:00、UTC+02:00（夏令时）。

## 行政
厄尔河畔诺让的邮政编码为28120，INSEE市镇编码为28281。

## 政治
厄尔河畔诺让所属的省级选区为伊利耶孔布赖县。

## 人口

1962-2008年间厄尔河畔诺让人口变化图示

厄尔河畔诺让于2022年1月1日时的人口数量为502人。